# Hellraiser's Ball Caught In The Act (versió en CD)
Hellraisers Ball: Caught in the Act és un àlbum en directe de música de L.A. Guns, llançat el 2008.
També hi ha una versió en DVD publicat per Snapper Music el 2005. És l'únic àlbum amb els guitarristes Keri Kelli i Brent Muscat.

## Cançons
1. "Over the Edge"
2. "Kiss My Love Goodbye"
3. "Never Enough"
4. "Sex Action"
5. "Revolution"
6. "Long Time Dead"
7. "Beautiful"
8. "Hellraisers Ball"
9. "Don't Look at Me That Way"
10. "One More Reason"
11. "Electric Gypsy"
12. "The Ballad of Jayne"
13. "Rip and Tear"

## Formació
- Phil Lewis: Veus
- Keri Kelli: Guitarra
- Brent Muscat: Guitarra
- Adam Hamilton: Baix
- Steve Riley: Bateria